# Aglaonema pictum
Aglaonema pictum är en kallaväxtart som först beskrevs av William Roxburgh, och fick sitt nu gällande namn av Carl Sigismund Kunth. Aglaonema pictum ingår i släktet Aglaonema och familjen kallaväxter. Inga underarter finns listade.